# 狂ったナポレオン、ヒヒ、ハハ……
『狂ったナポレオン、ヒヒ、ハハ……』（くるったナポレオン、ヒヒ、ハハ、英語: They're Coming to Take Me Away, Ha-Haaa!）は、ジェリー・サミュエルズ (Jerry Samuels) がナポレオン14世名義でワーナー・ブラザース・レコードから発表した、1966年のコミックソングのレコード。この曲は、アメリカ合衆国で、たちまちヒットし、Billboard Hot 100 では8月13日付で最高3位に達し、カナダでは最高2位、全英シングルチャートで最高4位となった。同年中には日本盤も発売され、ジャケットには「全米キャッシュ・ボックス㐧1位!!」という宣伝文句が印刷された。

## 背景
ジェリー・サミュエルズは、ニューヨークのアソシエイテッド・レコーディング・スタジオのレコーディング・エンジニアだったときに、この曲を書いた。彼は、テープのスピードをコントロールできるポテンショメータを使って、トラックの声の高さを変える方法を知っていた。ドラムのトラックを通常のスピードで録音した上で、ヘッドフォンでそれを再生しながら、ボイスオーバーを録音していった。この作業をしながら、徐々にテープの回転速度を落とし、その後ゆっくり正常なスピードへと戻しながら、ドラムのトラックの相対的なスピードに合わせて歌詞を唱えた。この操作の中で、彼は昔からあるスコットランドの旋律「キャンベルス・アー・カミング」のリズムを基にした曲を着想した。

## 物語
歌詞は、別離を経験した個人の精神疾患への影響を表現している。彼の偏執病的な考えは、自分が追われており、「例の素敵な若い男の人たちがきれいな白い外套を着て」（精神科の看護者への言及）やって来て、楽しい農場や幸せな家（the funny farm/happy home：精神病院への言及）へ運ばれることになるが、それで自分の惨めな状態が終わりになるとして彼らを歓迎するのだ、と信じ込んでいる。主人公は、元の彼女か妻に語りかけているようであり、その女性が自分のもとを去った後に彼が経験した狂気に陥った様子を表現している。しかし、歌詞は最後を次のように締めくくる。「彼らは君も見つけ出すだろう、そうなれば/彼らは君をASPCA（アメリカ動物虐待防止協会）に入れるだろう/君は薄汚い間抜けだ (They'll find you yet and when they do / They'll put you in the ASPCA / You mangy mutt)」

## レコードの構造
この録音は、まず、スネアドラムとタンブリンを叩くリズムに合わせて行われた。演者は歌詞を、歌うのではなく、リズミカルに語る。このため、一部にはこの曲をラップの始まりだと論じるものもいる。音の少ないパーカッションのトラックには、コーラスの繰り返しの部分にかかるようにサイレンの音が入ってきたり、遠のいたりしながら、テープをベースにしたエコープレックスで作ったエコーがフェードインしてきたり、フェードアウトしていく。サミュエルズによると、ボーカルのグリッサンドは、サミュエルズがテープレコードのスピードを操作をして作り出したものだといい、これはロス・バグダサリアン・シニアがチップマンクスのコミックソングを生み出すために用いたのと同じ技法の応用であった。加えて、声が高くなっていくところでサイレンが聞こえるが、次の瞬間には、声が通常の高さに戻るとともに消えてしまう。
狂気の主題を引き継いで、シングルのB面曲は、単にA面の音を逆回転再生したものとなっており、タイトルは「……ハハ、ヒヒ、ンオレポナたっ狂 (!aaaH-aH ,yawA eM ekaT oT gnimoC er'yehT)」、あるいは、「Ha-Haaa! Away, Me Take to Coming They're」と記され、演奏者は「XIV NAPOLEON」とされる。B面に貼付されたレーベルの多くは、単純に綴り字を逆に綴るのではなく、表のレーベルの鏡面像となっていることが多く、社章の盾に描かれた「WB」の文字も反転している。ただし、レーベル名とお断り書き、レコード番号、レコード・マスター番号は正しく記されている。この曲の逆回転再生のバージョンは、ワーナー・ブラザース・レコードから出たアルバムのカバーに逆綴りの曲名が記載されているにもかかわらず、実際には収録されていない。
ワーナー・ブラザース・レコードは、1973年にシングルを再発した (#7726)。この再発盤は、Billboard Hot 100で87位に入った。この再発盤は、「Burbank/palm trees」というレーベルで出た。最初の盤と同じように、このレーベルのB面も、断り書き、レコード・カタログ番号、トラック・マスター番号以外は、反転像で印刷されていた。レーベルの最上部にある「Burbank」の文字や、最初の盤で裏返しになっていた盾の中の「WB」の文字も、再発盤では通常の形で印刷されていた。
ロック音楽評論家デイヴ・マーシュは、著書『Book of Rock Lists』の中で、この録音について、「...ジュークボックスに登場した中では、最も嫌な感じの曲」だとし、客が40人入っていたダイナー（食堂）を、3分で空っぽにする」と述べている。

## 放送からの排除
この曲は、ラジオで放送されると、賛否双方の大きな反響を呼んだ。ニューヨークのWABCでこの曲をかけたカズン・ブルーシー (Cousin Brucie) ことブルース・モローは、多くのリクエストとともに、放送しないように求める声が医師や聖職者たちから寄せられたと後に語っている。
この曲は、当時としては前例のないほどの早さですぐさまヒットとなり、1966年7月23日付の『ビルボード』誌は、シングルが発売から最初の1週間で50万枚を売り上げたと報じ、この週の全国的なブレイクアウト・シングルとしてこの曲と「風に吹かれて」を挙げた。しかし、各地の放送局が次々と放送自粛を決めたため、この曲はたちまちチャートから姿を消した。
チャートで最高3位となったこの曲は、合計で100万枚以上を売り上げ、ゴールドディスクに認定された.。

## チャート
| チャート（1966年）                                 | 最高位 |
| -------------------------------------------------- | ------ |
| オーストラリア（ケント・ミュージック・レポート）。 | 40     |
| カナダ RPM トップ・シングル                        | 2      |
| イギリス 全英シングルチャート                      | 4      |
| アメリカ合衆国 Billboard Hot 100                   | 3      |
| アメリカ合衆国 キャッシュボックス トップ100        | 1      |

## 続編・アンサーソング
（曲名の「Me」を「You」に置き換えた）「ジョセフィン15世のつぶやき (I'm Happy They Took You Away, Ha-Haaa!)」という曲が、当時『CBSラジオ・ミステリー・シアター』の出演者のひとりだったブライナ・レイバーン (Bryna Raeburn) によって、「ジョゼフィーヌ15世 (Josephine XV) 名義で録音され、1966年にワーナー・ブラザース・レコードが出したアルバムのB面の最後に収められた。ジョゼフィーヌはフランス皇帝ナポレオン・ボナパルトの妻の名である。
これとは別に、ジョゼフィーヌを名乗る正体不明の女性が、自身のアンサーソング「They Took You Away (I'm Glad, I'm Glad)」を1966年に出した。 
ジェリー・サミュエルズは「狂ったナポレオン、ヒヒ、ハハ……」の別バージョンも手掛けており、「くるみはリスをさがすところ (The place where the nuts hunt the squirrels)」としてアルバム『狂ったナポレオン、ヒヒ、ハハ…… (They're Coming to Take Me Away, Ha-Haaa!)』に収められているが、こちらの曲では、曲の最後の方でフェイドアウトする前に「THEY'RE TRYING TO DRIVE ME SANE!!! HA HA」（「奴らはぼくを正気にしようとしてる!! ハハ」）と、回転数が上げられたさらに高い声で繰り返される。
1966年、KRLAのDJだった"エンペラー・ボブ"・ハドソンが、同じようなスタイルの曲「I'm Normal」を出し、「They came and took my brother away/The men in white picked him up yesterday/But they'll never come take me away, 'cos I'm O.K./I'm normal.」といった歌詞を盛り込んだ。この曲には「I eat my peas with a tuning fork.」という歌詞もあった。レコードのクレジットには、「The Emperor」とだけ記されていた。
1988年、サミュエルズは「狂ったナポレオン、ヒヒ、ハハ……」の続編として、（曲名の「Away」を「Again」に置き換えた）「再び狂ったナポレオン、ヒヒ、ハハ… (They're Coming To Get Me Again, Ha Haaa!)」を書いて、録音した。こちらは2年後の1990年にコレクティブルス・レコードからシングルが出た。こちらは、オリジナルと同じビートに乗せて、精神病院から退院したナポレオン14世が、再び狂気に陥る様子を描いており、シングルのA面には1966年のオリジナル録音が収められていたが、この盤はチャート入りしなかった。この2曲は、いずれもサミュエルズが1996年に出したアルバム『狂ったナポレオン、ヒヒ、ハハ… (Second Coming)』に収録された。この曲では、オリジナルの歌詞における、いなくなった雌犬を示唆する「mungy nutt」という言葉の代わりに、ペットのサルがいなくなったことが嘆かれている ("I'll swing you by your tail, you hairy ape!")。曲の中では、ナポレオン14世が連れていかれる場所は「楽しい農場」や「幸せな家」ではなく、「気違い置き場 (loony bin)」や「ゴムの部屋 (rubber room)」である。曲の最後では、「楽しい農場」や「幸せな家」が再び現れ、現実が沈んでゆき、回転数が上がった高い声で「OH NO!!!」という叫びが聞こえた後、ビートは止まり、ドアが閉まる音がして、彼は精神病院に収容されてしまう。
1975年、ドクター・ディメントが選曲したコンピレーション・アルバム『Dr. Demento's Delights』にこの曲が収録され、その後、1985年、1988年、1991年に出たドクター・ディメントのアルバムにもこの曲が収録された。

## カバー
キム・フォーリーは、「The Trip」に続く2枚目のシングルとして、この曲をカバーした。
イギリスでは、1966年11月にユーモア・ポップ・グループのザ・バロン・ナイツがカバーを制作し、シングル「Under New Management」のB面に入れた。
モンキーズの曲で、ミッキー・ドレンツが歌った「Gonna Buy Me a Dog」は、デイビー・ジョーンズがドレンツをからかう中で、曲の最後の方で「they're coming to take us away」というが、これはナポレオン14世の曲を踏まえている。
アルゼンチンのコメディアンで、俳優、アナウンサー、声優でもあるペドロ・"パルーサ"・スエロは、ナポレオン・パピー (Napoleón Puppy) 名義で、「Ellos me quieren llevar」としてこの曲のスペイン語カバーを出した。
ジェフ・ダフは、シリル・トロッツ (Cyril Trotts) 名義で、1984年にこの曲をカバーし、アルバム『To Bogna』に収録した。
実験音楽のバンド、ナース・ウィズ・ウーンドは、この曲の歌詞の一部を使い、限定版の7インチ・シングル「No Hiding from the Blackbird/Burial Of The Sardine」を出した。
ビズ・マーキーもこの曲をカバーしており、アルバム『Make the Music with Your Mouth, Biz』に収録しているが、歌詞の大部分を書き換えている。
ジェロ・ビアフラは、自身のバンドラードとともにこの曲をカバーし、1990年のアルバム『The Last Temptation of Reid』に収録した。
1998年、アマンダ・リアがこの曲を自身のコンピレーション・アルバム『Made in Blood & Honey』に収録した。
この曲は、マッドヴェインのアルバム『L.D. 50』に収録された「Internal Primates Forever」という曲の歌詞の中で言及されている。
ストーン・サワーもこの曲をカバーしており、2001年のデモCDに「Death Dance of the Frog Fish」という曲名で取り上げ、ツアーでは、終演後に流す曲としてこれを使った。
スウェーデンのデス・インダストリアルのグループ、ブライター・デス・ナウは、この曲を2005年のアルバム『Kamikaze Kabaret』に収録している。
ドイツのインダストリアル/EBMのグループ、ニューロティックフィッシュは、2005年のアルバム『Gelb』で、この曲をカバーした。
2006年には、レス・フラッドキンのプロデュースにより、ナポレオンズ・ゴースト（Napoleon's Ghost、「ナポレオンの幽霊」の意）が新たなバージョンを出した。シングルのB面曲も、「……ハハ、ヒヒ、ンオレポナたっ狂」をリメイクしたものであった。
レイ・スティーヴンスは、この曲を2012年にカバーして9枚目のCD『Encyclopedia of Recorded Comedy Music』に収録し、スピードを変えるボーカル、ドラムのビート、サイレン、おかしなスピードを上げた笑いなどを完璧におこなっている。
ブッチャー・ベイビーズは、2014年のEP『Uncovered』でこの曲をカバーしている。
2018年にカニエ・ウェストとキッド・カディがキッズ・シー・ゴースツ名義で「Fire」を共作し、この曲の録音からパーカッションのイントロをサンプリングした。
オーステン・テイシャスは、1988年のアルバム『Whispering Joke』でこの曲をカバーし、シングルも出した。B面の逆回転も同様に制作された。